# 崔行功
崔 行功（さい こうこう、? - 674年）は、唐の文学者・政治家。恒州井陘県土門の出身。本貫は博陵郡安平県。曾祖父は北斉の南鉅鹿郡太守の崔伯謙。祖父は崔孝源。父は崔綜（字は君維）。

## 経歴
若くして学問を好み、唐倹に才能を愛されて、唐倹の娘を妻に迎えた。唐倹の出征にあたっては行功が文章仕事をすべて任された。高宗のとき、吏部郎中に累進した。上奏を評価されて、通事舎人・内供奉を兼ねた。事件に連座して洊安県令に左遷されたが、司文郎中として再び召還された。当時の朝廷の文章は主に行功と李懐儼の筆で書かれた。
太宗のとき、魏徴が四部の群書の書写をおこなって内府に所蔵するよう命じられた。魏徴の失脚後は虞世南と顔師古が事業を引き継いだが、書写事業は完成しなかった。顕慶年間、行功と趙仁本・張文瓘・李懐儼が検校にあてられ、行功は御集を担当した。功労により蘭台侍郎に転じた。674年（上元元年）、在官のまま死去した。文集60巻が残された。
兄の崔慎（字は行謹）の子の崔玄暐・崔昇が知られた。

## 伝記資料
- 『旧唐書』巻190 列伝第140上 文苑上
- 『新唐書』巻201 列伝第126 文芸上